# Веккер Тетяна Валеріївна
Ве́ккер Тетя́на Вале́ріївна (27 червня 1987, Чернігів, Україна) — український рефері зі снукеру національної та першої міжнародної категорії.

## Біографія
Народилась 27 липня 1987 року у місті Чернігові у сім'ї військовослужбовця.
У 2004 році закінчила фізико-математичну школу-ліцей № 75 міста Харкова.
З 2004 року постійно мешкає у Києві. У 2008 році закінчила Національний університет фізичного виховання і спорту України (НУФВСУ), факультет олімпійського та професійного спорту, кафедра спортивних ігор.
У 2009 році закінчила магістратуру НУФВСУ, факультет фізичного виховання, фізичної реабілітації та валеології, кафедра теорії та методики фізичного виховання, рекреації і оздоровчої фізичної культури.
З 2004 року працює тренером з більярду у СДЮСШОР «Динамо» (Київ).
З 2010 року очолює суддівський корпус напрямку снукер Федерації спортивного більярду України (ФСБУ).

## Спортивна кар'єра
Тетяна Веккер — багаторазовий призер чемпіонату України з пулу. Має звання кандидата у майстри спорту.

## Кар'єра рефері
Тетяна Веккер почала роботу рефері у 2004 році, здавши іспит на звання судді національної категорії (під час підготовки проходила стажування у Володимира Сініцина), та почала обслуговувати змагання з піраміди, пулу та снукеру під керівництвом Федерації спортивного більярду України (ФСБУ). У 2007 році успішно здала іспит на звання рефері третьої міжнародної категорії зі снукеру, а у 2010 році отримала статус рефері другої міжнародної категорії зі снукеру.
Займається підготовкою рефері зі снукеру. Серед її учнів є такі, що отримали звання рефері національної категорії: Д. Вовк, А. Буслик, Д. Савєнков, Г. Суворов, О. Іллєнко.
Бере активну участь у організації та проведенні турнірів зі снукеру ФСБУ. Неодноразово призначалась на посади головного секретаря та головного судді.

## Турніри національної категорії
- Чемпіонат України зі снукеру 2004
- Кубок України зі снукеру 2004
- Чемпіонат України зі снукеру 2005
- Кубок України зі снукеру 2005
- Чемпіонат України зі снукеру 2006
- Кубок України зі снукеру 2006
- Чемпіонат України зі снукеру 2007
- Кубок України зі снукеру 2007
- Чемпіонат України зі снукеру 2008
- Кубок України зі снукеру 2008
- Чемпіонат України зі снукеру 2009
- Кубок України зі снукеру 2009
- Чемпіонат України зі снукеру 2010
- Чемпіонат України зі снукеру 2010

## Інші міжнародні турніри
- Кубок Балтії 2006
- Кубок СНД зі снукеру 2009
- Кубок СНД зі снукеру 2010
- Кубок СНД зі снукеру 2011
- Чемпіонат Європи з пулу 2012
- Чемпіонат Європи з пулу 2013

## Міжнародні турніри
- Командний Чемпіонат Європи зі снукеру 2009
- Чемпіонат світу зі снукеру 2009 IBSF
- Командний Чемпіонат Європи зі снукеру 2011
- Чемпіонат Європи зі снукеру 2010
- Чемпіонат Європи зі снукеру 2011
- Чемпіонат Європи зі снукеру 2013

## Професіональні турніри
- Euro Players Tour Championship 2010/2011 — Етап 6
- Чемпіонат світу зі снукеру 6-RED
- Pink Ribbon 2011
- Players Tour Championship 2011/2012 — Етап 3
- Players Tour Championship 2011/2012 — Етап 6